# Бернардо Бембо
Бернардо Бембо (італ. Bernardo Bembo, 1433–1519) — італійський гуманіст, видатний венеційський державний діяч; батько П'єтро Бембо.

## Біографія
Належав до давнього патриційського роду. Обіймав високі посади у Венеційській республіці. Двічі був венеційським послом у Флоренції — в 1474-76 і в 1478-80 роках.
Почав свою освіту у Венеції у викладача-аверроїста зі школи Ріальто. У 1450 році, в 17 років вирушив на навчання до Віченци, де почав колекціонувати манускрипти. Потім він переїхав до Падуї, де здобув свій перший університетський ступінь в 1455 році. У тому ж році його включили до складу венеційської делегації, що була направлена до Риму привітати Калікста III з його сходженням на папський престол. Бернардо продовжив вивчення цивільної юриспруденції і теології в Падуї, продовжуючи колекціонувати рукописи. На берегах одного з рукописів збереглася його позначка про закоханість у дівчину, яку звали Фісба. Ймовірно, він мав на увазі Магдалену, яка народила йому сина Бартоломмео в 1457 році. Бернардо поселив цю позашлюбну дитину в своєму будинку і ставився до нього так само як до подальших законних дітей — П'єтро, Антонії і Карло.
У 1458 році у Флоренції він закохався в іншу дівчину, але в 1462 році одружився з представницею знатного венеційського роду Морозіні на ім'я Олена. Існує припущення, що вона була вже його другою дружиною — можливо, до цього він був одружений з жінкою з роду Марчелло, яка померла невдовзі після весілля.
Здобув докторський ступінь в 1465 році, а в 1468 році був відправлений послом до короля Кастилії. Він відплив до Севільї і влаштував ряд комерційних концесій, які забезпечили йому прихильність сенату. Потім він був відправлений послом до Бургундії до Карла Сміливого, де перебував у 1471–1474 роках, влаштувавши антитурецький альянс між герцогом і республікою, через що був укладений Пероннський мир в 1472 році. Також він дістав наказ бути посередником між герцогами Австрії і Бургундії в 1474 році. Зазнав великих фінансових витрат і писав своєму братові про нестачу коштів. Імовірно, саме тоді Ганс Мемлінг міг написати його портрет (визначення моделі портрета ґрунтується на тому, що в пейзажі присутня пальма — частина емблеми Бембо, яка також є на портреті Джиневри Бенчі; в Бельгії ж пальми не ростуть і в інших портретах Мемлінга вона не зустрічається)..
На посаді подести Равенни, в 1483 році замовив у скульптора П'єтро Ломбардо саркофаг для Данте Аліґ'єрі і його портрет (нині розміщені в Гробниці Данте). В кінці терміну перебування на посаді подеста на нього надійшло безліч скарг, що вказують на його несправедливість і порушення самостійності міста, зокрема, вимог робочої сили, порушення привілеїв громадянства, церковного притулку на ін.

## Стосунки з Джиневрою Бенчі

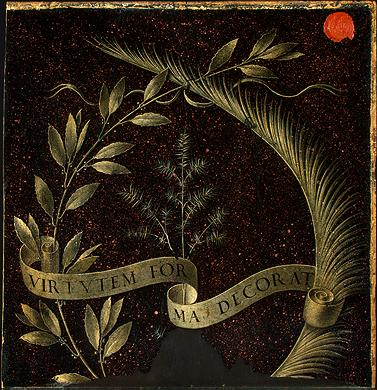
Зворотна сторона портрета Джиневри Бенчі: вінок з гілок лавра і пальми — емблема Бембо, у центрі — пагін ялівцю, емблема Джиневри.

Під час перебування послом у Флоренції Бембо закохався у юну Джиневру де Бенчі, ставши її платонічним шанувальником, замовив у Леонардо да Вінчі її портрет. Їхні стосунки оспівані в 10 латинських елегіях Кристофоро Ландіно і Алессандро Браччесі, написаних на замовлення Бембо.